# Aktualgenese
Aktualgenese (spätlat. actualis „tätig“, „wirksam“ und -genese) ist ein aus der Gestaltpsychologie stammender Begriff. Dieser bezeichnet das Entstehen einer Wahrnehmung aus komplexeren, ganzheitlichen Vorgestalten bzw. den Prozess der Ausdifferenzierung von Wahrnehmungsinhalten.
Beschränkt man den Begriff auf die menschliche Wahrnehmung, beschreibt die Aktualgenese, dass man ein komplexes Objekt (oder Reiz) nicht sofort vollständig erfasst, sondern in einem Prozess in einzelnen Schritten erfasst. Diese Schritte finden nicht bewusst statt.
In einem weiteren Sinne kann man ebenso andere psychologische Vorgänge auf diese Weise beschreiben. Zum Beispiel die Entstehung von Gefühlsregungen: vom ersten Eindruck einer Situation werden mehrere Schritte durchlaufen, bis man sich des vollen Erlebnisses (Wahrnehmung der eigenen Gefühle, die die Situation auslöst) bewusst ist. Die Entstehung von Emotionen können dabei je nach auslösendem Ereignis und Person anders ablaufen. Die Entstehung eines möglichen Neid- oder Eifersuchts-Gefühls eines kleinen Jungens auf den neugeborenen Bruder läuft anders ab, als die Schreckreaktion beim Autofahren, wenn direkt vor dem Auto ein Hindernis auftaucht.

## Empirische Befunde
Beschrieben und erstmals systematisch untersucht wurden die Fakten der („hologenen“) Aktualgenese auf dem Gebiet der visuellen Wahrnehmung von Erich Wohlfahrt (1925/32), Schüler von Friedrich Sander, dem Mitbegründer der Leipziger Schule der Gestaltpsychologie („Genetische Ganzheitspsychologie“). Wohlfahrt ließ leuchtende Strichmuster in zunächst kleinem Maßstab auf die Retina seiner Versuchspersonen projizieren, so dass diese meist nur einen kleinen, hellen, diffusen, undifferenzierten „Flecken“ sahen. Mit systematischer Vergrößerung des Reizmusters sahen sie das Objekt stufenweise immer etwas differenzierter, bis es ihnen schließlich als ein so volldifferenziertes Perzept (Wahrnehmungserlebnis) erschien, wie es dem Normalsichtigen möglich ist, der das Objekt in genügender Größe und ausreichender Reizstärke und mit genügender Aufmerksamkeit betrachtet. Statt mit der Methode der optischen Vergrößerung ließen sich auch mit der Vergrößerung von zunächst kleinsten Reizdauern sowie durch Verminderung des peripheren Abstands des Reizes von der Fovea, der Stelle mit dem schärfsten Sehvermögen, aktualgenetische Differenzierungsreihen über mehrere „Vorgestalten“ bis hin zur „Endgestalt“ erzeugen. Durch kontinuierliche Verminderung der Reizstärke lässt sich auch der Gegenprozess erzeugen, die „Aktuallyse“, das heißt eine Reihe stufenweiser Entdifferenzierung des Perzepts. Da die damaligen Gestaltpsychologen mit den aktualgenetischen Fakten theoretisch nichts anfangen konnten, gerieten diese in Vergessenheit, allerdings auch als Folge von Fälschungen Sanders und zweier seiner Schüler.

## Abgrenzung zu anderen Genese-Begriffen
Während die Ontogenese die persönliche Entwicklung eines Individuums (z. B. vom Säugling zum Rentner) und die Phylogenese die stammesgeschichtliche Entwicklung (z. B. vom Wirbel- zum Säugetier) beschreibt, bezieht sich die Aktualgenese auf ein aktuelles Ereignis im Leben eines Individuums, sprich die Entwicklung einer aktuellen situationalen Gegebenheit (ob nun Wahrnehmungserlebnis, Emotion, oder ähnliches).